# Valentin Kockel
Valentin Kockel (* 23. September 1948 in Bad Lauterberg) ist ein deutscher Klassischer Archäologe.
Valentin Kockel ist Enkel von Richard Kockel und Sohn von Carl Walter Kockel. Er studierte von 1969 bis 1977 Klassische Archäologie, Alte Geschichte und Vor- und Frühgeschichte an den Universitäten Marburg, Freiburg, Göttingen und Rom. 1978 promovierte er in Göttingen mit der Arbeit „Die Grabbauten vor dem Herkulaner Tor in Pompeji“. Daran schloss sich bis 1979 ein Reisestipendium des Deutschen Archäologischen Instituts an. An dessen Abteilung in Rom war Kockel von 1979 bis 1984 als Assistent tätig, anschließend bis 1989 als wissenschaftlicher Angestellter im Fachgebiet Klassische Archäologie des Fachbereichs Architektur an der Technischen Universität Darmstadt. 1989 habilitierte er sich dort mit der Arbeit „Stadtrömische Porträtreliefs der späten Republik und frühen Kaiserzeit. Ein Beitrag zur Geschichte des republikanischen Porträts und seiner Erforschung“. Es folgten sechs weitere Jahre als Wissenschaftlicher Angestellter am Archäologischen Institut der Ludwig-Maximilians-Universität München. Seit 1995 war Valentin Kockel Professor für Klassische Archäologie an der Universität Augsburg, wo er mit Ablauf des Wintersemesters 2013/14 emeritiert worden ist.
Kockel ist Leiter der aktuellen Erforschung des Forums von Pompeji und zusammen mit Salvatore Ortisi des sogenannten Macellums von Ostia. Neben der Erforschung der alten Vesuvstädte beschäftigt er sich mit antiker Topographie, Architektur, Skulptur und der Antikenrezeption.

## Schriften
- Die Grabbauten vor dem Herkulaner Tor in Pompeji, von Zabern, Mainz 1983 (Beiträge zur Erschließung hellenistischer und kaiserzeitlicher Skulptur und Architektur, Bd. 1), ISBN 3-8053-0480-3
- Porträtreliefs stadtrömischer Grabbauten. Ein Beitrag zur Geschichte und zum Verständnis des spätrepublikanisch-frühkaiserzeitlichen Privatporträts, von Zabern, Mainz 1993 (Beiträge zur Erschließung hellenistischer und kaiserzeitlicher Skulptur und Architektur, Bd. 12), ISBN 3-8053-1305-5
- mit Werner Helmberger (Hrsg.): Rom über die Alpen tragen. Fürsten sammeln antike Architektur. Die Aschaffenburger Korkmodelle, Arcos-Verlag, Landshut 1993
- Phelloplastica. Modelli in sughero dell’architettura antica nel XVIII secolo nella collezione di Gustavo III di Svezia, Suecoromana III, Stockholm 1998
- (Hrsg.): Francesco Bianchini (1662–1729) und die europäische gelehrte Welt um 1700, Akademie-Verlag, Berlin 2005 (Colloquia Augustana, Bd. 21), ISBN 3-05-004133-1
- mit Daniel Graepler (Hrsg.): Daktyliotheken. Götter und Caesaren aus der Schublade. Antike Gemmen in Abdrucksammlungen des 18. und 19. Jahrhunderts, Verlag Bierig und Brinkmann, München 2006, ISBN 3-930609-51-7
- Pompei, Pompeji 360°. Die beiden Panoramen Carl Georg Enslens aus dem Jahre 1826, Electa, Mailand 2006, ISBN 88-370-4364-3